# Dressed to Kill (album)
Dressed to Kill is het derde studioalbum van de hardrockband Kiss. Het album verscheen op 19 maart 1975 en werd geproduceerd door Neil Bogart en Kiss.

## Geschiedenis
Op 28 februari 1977 behaalde het album goud. De hoogste notering was nummer 26 in Canada. De Japanse versie van dit album kreeg de titel A KISS from Hell. 
Er zijn twee singles van uitgebracht: Rock and Roll All Nite en C'mon and Love Me.

### Opnamen
De maatpakken die de groepsleden dragen op de cover van het album waren eigendom van hun manager, Bill Aucoin. Het pak dat Gene Simmons droeg, was zelfs veel te klein, maar de groep had niet de financiële middelen om zelf maatpakken aan te kopen. Het album verkocht net als zijn voorganger, Hotter Than Hell, slecht en de bandleden hadden weinig geld om van te leven. Kiss raakte wel bekend, maar de verkoop van de platen bleef teleurstellend. Gibson stuurde Paul Stanley wel altijd gitaren op als hij ze nodig had. De band had volgens Gibson potentie. Stanley maakte hier misbruik van, door de gitaren te verkopen en ze kapot te slaan op het podium. Hierdoor kregen ze door de verkochte gitaren weer geld. Dressed to Kill is het eerste album van Kiss dat in de Amerikaanse top 40 verscheen.

### Tournee
Manager Bill Aucoin moest een deel van de tournee Dressed to Kill zelf financieren, door de slechte verkoop van de albums. Ondanks dat velen Kiss live wilde zien, stroomde het geld niet binnen via de verkoop van albums. De promofilmpjes van Alive! werden opgenomen tijdens de tournee Dressed to Kill. Dit waren de eerste "videoclips" van Kiss.

### Nummers
She werd geschreven door Gene Simmons en Stephen Coronel in de tijd van Wicked Lester, voordat Kiss bestond, evenals Love Her All I Can. Ace Frehley's solo in She lijkt erg veel op de solo van Robby Krieger in Five to One van The Doors. 

Room Service gaat over groupies die de band begon te krijgen. 

Rock and Roll All Nite werd later een icoon. Dit nummer speelt de band nog steeds in elk concert.

## Tracklist
1. "Room Service" (Paul Stanley)
2. "Two Timer" (Gene Simmons)
3. "Ladies in Waiting" (Simmons)
4. "Getaway" (Ace Frehley)
5. "Rock Bottom" (Stanley, Frehley)
6. "C'mon and Love Me" (Stanley)
7. "Anything for My Baby" (Stanley)
8. "She" (Simmons, Coronel)
9. "Love Her All I Can" (Stanley)
10. "Rock and Roll All Nite" (Simmons, Stanley)